# Viktor Emanuel II.
Viktor Emanuel II., punim imenom Vittorio Emanuele Maria Alberto Eugenio Ferdinando Tommaso (Torino, 14. ožujka 1820. – Rim, 9. siječnja 1878.), sardinski kralj od 1849. do 1861. godine i kralj Italije od 1861. do smrti, čime je postao prvi vladar nakon 6. stoljeća koji je vladao čitavom Italijom. Zbog toga je prozvan "Ocem domovine" (tal. Padre della Patria).

## Životopis

### Sardinski kralj
Rodio se u obitelji oca Karla Alberta iz Savojske dinastije i Marije Tereze Austrijske. Prihvatio je liberalni ustav iz revolucije 1848. godine i nakon očeve abdikacije usmjerio je aktivnost na ujedinjenje Italije, u čemu je imao pomoć i podršku premijera grofa Camila Cavoura.
Na vanjskopolitičkom planu, sudjelovao je u Krimskom ratu (1854. – 1856.) na strani alijanse Velike Britanije, Francuskog Carstva i Osmanskog Carstva protiv Ruskog Carstva. Godine 1859. pobijedio je Austriju u bitkama kod Solferina i Magente nakon čega je dobio Lombardiju, dok je od Francuza dobio Toskanu, Parmu, Modenu i Romagnu u zamjenu za Nicu i obiteljsku djedovinu Savoju. Uspio je nagovoriti revolucionara Giuseppe Garibaldija da krene u osvajanje Napulja i Sicilije, nakon čega je, tijekom 1860. – 1861. godine, dobio Kraljevstvo Dviju Sicilija te naposljetku 1860. godine teritorij Papinske Države, izuzev grada Rima i okolice. Poslije svih tih političkih i teritorijalnih uspjeha, mogao je dovršiti plan o ujedinjenju cijele Italije.

### Talijanski kralj
Dana 17. ožujka 1861. godine proglašen je prvim kraljem Italije. Poslije nove pobjede nad Habsburgovcima, u bitci kod Custozze 1866. godine, kralj Viktor Emanuel II. proširio je područje svoje nove kraljevine na Veneciju. Konačno je 1870. godine osvojio grad Rim i ukinio ostatke Papinske Države, nakon čega je prebacio prijestolnicu iz Firence u Rim. Iste godine, njegov mlađi sin Amadeo I. je izabran za španjolskog kralja.
Naslijedio ga je stariji sin, kralj Umberto I. koji je vladao Italijom od 1878. do 1900. godine.